# Gabriel de Mortillet
Louis Laurent Gabriel de Mortillet (29. srpna 1821, Meylan, Isère, Francie - 25. září 1898, Saint-Germain-en-Laye, Francie) byl francouzský geolog, paleontolog a archeolog. Z počátku pracoval jako pomocný kurátor v Muzeu národních starožitností (Musée des Antiquités nationales) v Saint-Germain-en-Laye, od roku 1876 byl profesorem pravěké antropologie v Paříži. Byl zastánce radikálního socialismu, materialismu a evolucionismu.

## Dílo
Ve svém studiu paleolitu využil zejména svých znalostí geologie a paleontologie. Na rozdíl od Édouarda Larteta, který období paleolitu dělil na základě vůdčích paleontologických nálezů (období soba, období jeskynního medvěda atd.), věřil, že rozdělení tohoto pravěkého období musí být založeno na kulturních nikoliv paleontologických kritériích. Rozdělením dle kulturních kritérií (jenž představovala hmotná kultura) se mělo zamezit záměně ekologických za chronologické rozdíly v jednotlivých souborech (lokalitách). Paleolit rozdělil tak, aby každé období bylo reprezentováno jen omezeným počtem specifických artefaktů, typických pro dané období. Tato období pak pojmenoval podle typických lokalit.
Mortilletovo rozdělení paleolitu bylo dále opravováno a zpřesňováno. Mortillet například správně rozpoznal industrii aurignacienu, ale jelikož jí nebyl schopen správně chronologicky zařadit, tak jí raději ve své periodizaci paleolitu vynechal (aurignacien byl později definován Henri Breuilem a Émilem Cartailhackem).
Jako zastánce evolucionismu, propagoval Mortillet chronologickou návaznost jednotlivých kultur. Proti tomuto pojetí se postavili zejména Henri Breuil, Marcellin Boule a Hugo Obermaier. Breuil a Boule zastávali názor, že vedle sebe mohlo koexistovat více skupin hominidů, nesoucích různou materiální kulturu (Boule zastával teorii o současné existenci homo sapiens, neandrtálců a jejich předchůdců).
| Rozdělení paleolitu dle Mortilleta publikované roku 1897 |
| -------------------------------------------------------- |
| Chelléenne                                               |
| Acheuléenne                                              |
| Moustérienne                                             |
| Solutréenne                                              |
| Magdalénienne                                            |
| Tourassienne                                             |